# الاتحاد الفلسطيني للسباحة والرياضات المائية
الاتحاد الفلسطيني للسباحة والرياضات المائية، هو هيئة رياضية فلسطينية ذات شخصية اعتبارية مستقلة ترعاها السلطة الفلسطينية، تمثل فلسطين في الفعاليات واللقاءات الخاصة برياضة السباحة أو الرياضات المائية الدولية، يقوم على إدارتها مجموعة من الأشخاص المنتخبين من مناطق تواجد الفلسطينيين في الوطن والشتات.

## نوادي أعضاء في الاتحاد
تشمل عضوية الاتحاد في الضفة الغربية بما فيها القدس الشرقية كل من سرية رام الله الأولى، وأكاديمية الاقصى، ونادي دلاسال بيت لحم، وشباب الديوك الرياضي، ونادي المدينة، والأرثوذكسي العربي، وهلال القدس، وهيئة نادي طارق بن زياد الرياضي الاجتماعي، ونادي صور باهر، ومركز بتر فلاي، ونادي جبل المكبر، وشباب أبو ديس، وجفنا، ونادي شباب النويعمة.

## وصلات خارجية
الموقع الرسمي للاتحاد www.Palsw.ps